# نقشارة مخضرة
نقشارة مخضرة (الاسم العلمي:   Phylloscopus  trochiloides) (بالإنجليزية: Greenish  Warbler)‏ هو طائر ينتمي إلى (فصيلة: Phylloscopidae).